# برتون سی. بل
برتون سی. بل (انگلیسی: Burton C. Bell؛ زادهٔ ۱۹ فوریهٔ ۱۹۶۹) یک موسیقی‌دان اهل ایالات متحده آمریکا است.